# Pango
Pango (Παν語) — свободная библиотека для отображения текста на разных языках в высоком качестве. Поддерживает три различных способа отображения шрифтов, благодаря чему работает во многих операционных системах. Распространяется на условиях GNU LGPL.

## Название
Название составлено из двух слов: греческого παν ([пан] — всё) и японского 語 ([го] — язык).

## Применение
Наиболее известными программами, использующими Pango, являются Mozilla Firefox и Mozilla Thunderbird. Кроме того, Pango используется для вывода текста в библиотеке GTK, поэтому все программы, использующие GTK для построения графического интерфейса (в частности, программы GNOME), также используют Pango.